# Административно-территориальное деление Бурятии

## Административно-территориальное устройство

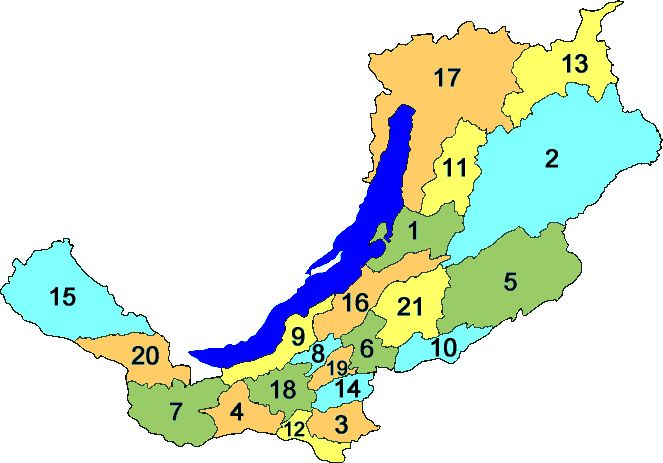
1 - Баргузинский, 2 - Баунтовский эвенкийский, 3 - Бичурский, 4 - Джидинский, 5 - Еравнинский, 6 - Заиграевский, 7 - Закаменский, 8 - Иволгинский, 9 - Кабанский, 10 - Кижингинский, 11 - Курумканский, 12 - Кяхтинский, 13 - Муйский, 14 - Мухоршибирский, 15 - Окинский, 16 - Прибайкальский, 17 - Северо-Байкальский, 18 - Селенгинский, 19 - Тарбагатайский, 20 - Тункинский, 21 - Хоринский

Согласно Закону Республики Бурятия «Об административно-территориальном устройстве Республики Бурятия», субъект Российской Федерации включает следующие административно-территориальные единицы:
- 2 города республиканского значения с прилегающими территориями (Улан-Удэ, Северобайкальск),
- 21 район (аймак), который включает:
  - 83 сомона
  - 156 сельсоветов.

## Муниципальное устройство
В рамках муниципального устройства республики в границах административно-территориальных единиц Бурятии образованы 287 муниципальных образований, в том числе:
- 2 городских округа,
- 21 муниципальный район, который включает:
  - 16 городских поселений
  - 248 сельских поселений (образованные в границах сомонов и сельсоветов).

## Районы и города республиканского значения (городские округа)
| №         | Флаг | Герб | Русское название                                    | Бурятское название    | Код ОКАТО | Население, чел. (2024 г.) | Площадь, тыс. км² | Плотность населения, чел./км² | Административный центр |
| --------- | ---- | ---- | --------------------------------------------------- | --------------------- | --------- | ------------------------- | ----------------- | ----------------------------- | ---------------------- |
| 1e-06     |      |      | Районы (муниципальные районы)                       |                       |           |                           |                   |                               |                        |
| 1         |      |      | Баргузинский район                                  | Баргажанай аймаг      | 81 203    | ↘19 584                   | 18,53             | 1.06                          | село Баргузин          |
| 2         |      |      | Баунтовский эвенкийский район                       | Баунтын Эвенкын аймаг | 81 206    | ↘7945                     | 66,82             | 0.12                          | село Багдарин          |
| 3         |      |      | Бичурский район                                     | Бэшүүрэй аймаг        | 81 209    | ↘20 826                   | 4,49              | 4.64                          | село Бичура            |
| 4         |      |      | Джидинский район                                    | Зэдын аймаг           | 81 212    | ↘21 155                   | 8,63              | 2.45                          | село Петропавловка     |
| 5         |      |      | Еравнинский район                                   | Яруунын аймаг         | 81 215    | ↘16 448                   | 25.6              | 0.64                          | село Сосново-Озерское  |
| 6         |      |      | Заиграевский район                                  | Загарайн аймаг        | 81 218    | ↗50 689                   | 6.6               | 7.68                          | пгт Заиграево          |
| 7         |      |      | Закаменский район                                   | Захааминай аймаг      | 81 221    | ↘23 555                   | 15.34             | 1.54                          | город Закаменск        |
| 8         |      |      | Иволгинский район                                   | Эбилгын аймаг         | 81 222    | ↗71 719                   | 2.07              | 34.65                         | село Иволгинск         |
| 9         |      |      | Кабанский район                                     | Бодон Гахайтан аймаг  | 81 224    | ↘50 630                   | 13.54             | 3.74                          | село Кабанск           |
| 10        |      |      | Кижингинский район                                  | Хэжэнгын аймаг        | 81 227    | ↘14 168                   | 7.87              | 1.8                           | село Кижинга           |
| 11        |      |      | Курумканский район                                  | Хурамхаанай аймаг     | 81 230    | ↘12 809                   | 12.49             | 1.03                          | село Курумкан          |
| 12        |      |      | Кяхтинский район                                    | Хяагтын аймаг         | 81 233    | ↘31 266                   | 4.66              | 6.71                          | город Кяхта            |
| 13        |      |      | Муйский район                                       | Муяын аймаг           | 81 235    | ↘8570                     | 25.16             | 0.34                          | пгт Таксимо            |
| 14        |      |      | Мухоршибирский район                                | Мухар Шэбэрэй аймаг   | 81 236    | ↘21 379                   | 4.53              | 4.72                          | село Мухоршибирь       |
| 15        |      |      | Окинский район                                      | Ахын аймаг            | 81 239    | ↗5349                     | 26.59             | 0.2                           | село Орлик             |
| 16        |      |      | Прибайкальский район                                | Байгал шадарай аймаг  | 81 242    | ↘23 444                   | 15.47             | 1.52                          | село Турунтаево        |
| 17        |      |      | Северо-Байкальский район                            | Хойто Байгалай аймаг  | 81 245    | ↘9897                     | 53.99             | 0.18                          | пгт Нижнеангарск       |
| 18        |      |      | Селенгинский район                                  | Сэлэнгын аймаг        | 81 248    | ↘40 426                   | 8.27              | 4.89                          | город Гусиноозёрск     |
| 19        |      |      | Тарбагатайский район                                | Тарбагатайн аймаг     | 81 250    | ↗28 253                   | 3.3               | 8.56                          | село Тарбагатай        |
| 20        |      |      | Тункинский район                                    | Түнхэнэй аймаг        | 81 251    | ↘20 261                   | 11.8              | 1.72                          | село Кырен             |
| 21        |      |      | Хоринский район                                     | Хориин аймаг          | 81 257    | ↘15 992                   | 13.43             | 1.19                          | село Хоринск           |
| 21.000002 |      |      | Города республиканского значения (городские округа) |                       |           |                           |                   |                               |                        |
| 22        |      |      | город Улан-Удэ                                      | Улаан Үдэ хото        | 81 401    | ↘435 067                  | 0.348             | 1250.19                       | город Улан-Удэ         |
| 23        |      |      | город Северобайкальск                               | Хойто Байгалай хото   | 81 420    | ↗24 375                   | 0.119             | 204.83                        | город Северобайкальск  |

## История

### 1851—1919 годы
11 июля 1851 года, путём выделения из Иркутской губернии, была образована Забайкальская область, которая включала в себя бо́льшую часть территории нынешней Республики Бурятия.
После принятия в октябре 1917 года на Общебурятском съезде в городе Верхнеудинске Статута о временных органах по управлению начинается территориальное, хозяйственное и административное размежевание бурятского и русского населения. Бурятское население, проживавшее на территории Забайкальской области и Иркутской губернии объединяется в сомоны, хошуны и аймаки.
В Забайкальской области образовались аймаки: Агинский, Баргузинский (наряду с Баргузинским уездом), Хоринский и Селенгинский. В связи с организацией последнего был упразднён Селенгинский уезд, русское население которого присоединилось к Троицкосавскому и Верхнеудинскому уездам. В следующем году Верхнеудинский уезд был разделён на два уезда: Верхнеудинский и Петровско-Забайкальский.
В Иркутской губернии в октябре 1917 года были образованы Ангарский (Ангаро-Муринский), Тункинский и Эхирит-Булагатский аймаки.

### 1920—1923 годы
6 апреля 1920 года, в связи с провозглашением Дальневосточной республики (ДВР), территория современной Бурятии была разделена на две части по реке Селенге. Земли к востоку от Селенги вошли в состав ДВР, к западу — в РСФСР.
22 ноября 1920 года постановлением правительства ДВР из Забайкальской области была выделена Прибайкальская область (с 7 ноября 1922 года — губерния), в состав которой вошла часть территории современной Бурятии. Прибайкальская область состояла из 3 уездов.
| Уезд           | Центр              | Волости |
| -------------- | ------------------ | --- |
| Баргузинский   | город Баргузин     | Бодонская, Верхне-Ангарская, Горячинская, Курумкано-Шаманская, Низовская, Читканская, город Баргузин |
| Верхнеудинский | город Верхнеудинск | Байхорская, Бичурская, Верхнеталецкая, Верхнеудинская, Десятниковская, Илькинская, Кижингинская, Ключевская, Коротковская, Краснояровская, Куйтунская, Куналейская, Малетинская, Мало-Куналейская, Мухор-Шибирская, Надеинская, Николаевская, Новобрянская, Ново-Тарбагатайская, Ноехонская, Подлопаточная, Попереченская, Старо-Брянская, Тарбагатайская, Унэгэтэйская, Хараузская, Харашибирская, Хилокская, Хонхолойская, Шаралдайская, Энгорокская, город Петровск-Забайкальский, город Верхнеудинск |
| Троицкосавский | город Троицкосавск | Аракиретская, Еланская, Жиндино-Хилкотайская, Киранская, Кирилловская, Мало-Кударинская, Мензенская, Нижне-Нарымская, Окино-Ключевская, Поворотовская, Тамирская, Укыр-Шонуйская, Урлукская, Усть-Урлукская, Шерагольская, город Троицкосавск |

27 апреля 1921 года была принята Конституция Дальневосточной республики, согласно которой вся территория, заселённая бурятами, выделялась в Бурят-Монгольскую автономную область в составе 4 аймаков.
| Аймак        | Центр       | Хошуны |
| ------------ | ----------- | --- |
| Агинский     |             | Агинский, Хори-Бурятский, Хошинганский, Онгоцонский, Цугольский                                                                  |
| Баргузинский |             | Аргадо-Мургунский, Барагханский, Баянгольский, Додогольский, Харибятский, Эхиритский                                             |
| Хоринский    | село Кульск | Батанай-Харганатский, Бодонгутский, Голзотский, Гочитский, Кубдутский, Хальбинский, Хоацайский, Ходайский, Шарайтский, Цаганский |
| Чикойский    | село Чикой  | Верхне-Чикойский, Средне-Чикойский, Унэгэтэйский                                                                                 |

В 1921—1923 годах происходили изменения, в результате которых некоторые хошуны были ликвидированы путём объединения с другими. Так, к августу 1922 года в Хоринском аймаке число хошунов сократилось с 10 до 6: Батанай-Харганатский, Гочитский, Кижингинский, Кондинский, Челутаевский, Эгитуевский; в Агинском аймаке — до 4: Агинский, Адоликский, Адон-Челонский, Цугольский; в Баргузинском и Чикойском аймаках к концу 1922 года хошуны были ликвидированы совсем.
9 января 1922 года постановлением ВЦИК из частей Иркутской и Забайкальской губерний была образована Бурят-Монгольская автономная область в составе 5 аймаков.
| Аймак              | Центр            | Хошуны и волости |
| ------------------ | ---------------- | --- |
| Аларский           | село Кутулик     | Аларский, часть Унгинского, Адяжская, Б-Воронежская, Волынская, Кутуликская, Макарьевская, Ново-Георгиевская, Тыргетуйская, Тыретская |
| Боханский          | село Бохан       | часть Бильчирского, Боханский, Каханский, Укыр-Шаралдаевский, Осиновская, Тихоновская |
| Селенгинский       | город Селенгинск | Закаменский, Оронгойский, Сартало-Армакский, Селенгинский, Янгажинская; станицы: Атамано-Николаевская, Боргойская, Гыгетуйская, Желтуринская, часть Иволгинской, Селенгинская, Торейская, Цакирская, город Селенгинск                                  |
| Тункинский         | село Тунка       | Койморский, Мондинский, Окинский, Торский, Хорибятский, Никольская, Тункинская, Шимкинская |
| Эхирит-Булагатский | село Ользоны     | Алагуевский, Бохаевский, Булагатский, Еланцинский, Капсальский, Курумканский, Кутульский, Кырменский, Ользоновский, Ользоно-Чарайдаевский, Ординский, Хандагатайский, Хоготовский, Эхиритский, Баяндаевская, Косостепская, Муринская, Новониколаевская |

Административным центром Бурят-Монгольской автономной области РСФСР определялся город Иркутск, так как на территории аймаков не было крупных населённых пунктов.
14 ноября 1922 года, после вынесения Народным собранием Дальневосточной республики решения о вхождении ДВР в состав РСФСР, Областное управление Бурят-Монгольской автономной области ДВР постановило передать власть ревкому Бурят-Монгольской автономной области РСФСР. Обе автономные области объединились.

### 1923—1926 годы
30 мая 1923 года была образована Бурят-Монгольская Автономная Советская Социалистическая Республика в составе РСФСР с центром в городе Верхнеудинске.
5 сентября 1923 года административно-организационная комиссия постановила образовать на территории Бурят-Монгольской АССР 9 аймаков, состоящих из 67 хошунов и 28 волостей.
| Аймак              | Центр              | Хошуны и волости | Примечания           |
| ------------------ | ------------------ | ---------------- | -------------------- |
| Агинский           |                    | 4 хошуна         |                      |
| Аларский           | село Кутулик       | 9 хошунов        |                      |
| Баргузинский       | город Баргузин     | 8 хошунов        | образован 23 декабря |
| Боханский          | село Бохан         | 5 хошунов        |                      |
| Верхнеудинский     | город Верхнеудинск | 28 волостей      |                      |
| Троицкосавский     | город Троицкосавск | 17 хошунов       | образован 12 декабря |
| Тункинский         | село Тунка         | 6 хошунов        | образован 12 декабря |
| Хоринский          | село Кульск        | 8 хошунов        | образован 25 ноября  |
| Эхирит-Булагатский | село Ользоны       | 10 хошунов       |                      |

3 октября 1923 года была упразднена Прибайкальская губерния, большая часть волостей которой вошла в Бурят-Монгольскую АССР: из Верхнеудинского уезда вошли 22 волости, из Троицкосавского — 11 волостей, Баргузинский уезд вошёл полностью.
2 июня 1924 года постановлением БурЦИК № 69 было изменено административное деление Хоринского аймака.
3 сентября 1924 года постановлением БурЦИК из состава Баргузинского аймака был выделен Баунтовский туземный район.
10 сентября 1925 года постановлением ЦИК и СНК Бурят-Монгольской АССР из Верхне-Ангарской волости Баргузинского аймака, Нижне-Ангарской волости Эхирит-Булагатского аймака и территории туземных (тунгусских) родов: Чильчигирского, Киндигирского и Шинаргирского был образован Северо-Байкальский туземный район.
| Аймак                | Центр                          | Хошуны и волости |
| -------------------- | ------------------------------ | --- |
| Агинский             | село Агинское                  | Агинский, Адагадикский, Адон-Челонский, Цугольский |
| Аларский             | Нарены (быв. Забитуйские копи) | Аларский, Кутуликская, Нельхайский, Унгинский |
| Баргузинский         | город Баргузин                 | Баргузинский, Верхне-Ангарский отд. сельсовет, Горячинская, Читканская |
| Баунтовский туземный | стойбище озеро Баунт           | |
| Боханский            | село Бохан                     | Бильчирский, Боханский, Кахинский, Осинская, Тихоновская |
| Верхнеудинский уезд  | город Верхнеудинск             | Батаной-Харганотский, Верхне-Удинская, Гочитский, Жаргалантуйский, Ключевская, Кударо-Бурятский, Мухор-Шибирская, Надеинская, Никольская, Ново-Брянская, Оронгойский, Тарбагатайская, Турунтаевская |
| Троицкосавский       | город Троицкосавск             | Больше-Кударинская, Джидинская, Закаменский, Окино-Ключевская, Сартуло-Гигетуйский, Селенгинский, Тамирская, Чикойский                                                                              |
| Тункинский           | Кыренский дацан                | Койморский, Окинский, Торский, Тункинская, Туранский, Харибятский |
| Хоринский            | село Додо-Анинское             | Верхне-Талецкая, Еравнинский, Кижингинский, Погроминская, Хоринский |
| Эхирит-Булагатский   | село Усть-Орда                 | Баяндаевская, Булгатский, Еланцынский, Кутульский, Нижне-Ангарская, Ользоновский, Хоготовский, Эхиритский                                                                                           |

20 декабря 1926 года Кабанский и часть Иркутского районов Иркутского округа Сибирского края были переданы в состав Бурят-Монгольской АССР.

### 1927—1934 годы

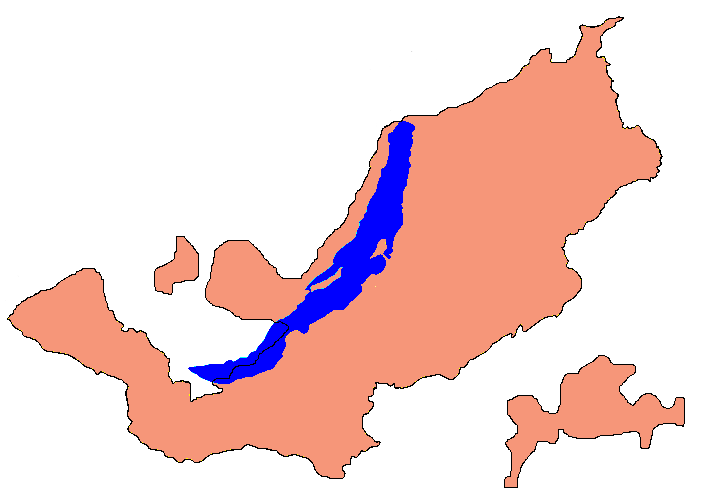
Территория Бурят-Монгольской АССР в 1929 году

26 сентября 1927 года было утверждено новое деление республики на аймаки (районы), сельские сомоны и поселковые Советы. Хошуны и волости были ликвидированы. Было образовано 16 аймаков:
- Агинский (центр — село Агинское)
- Аларский (центр — село Кутулик)
- Баргузинский (центр — посёлок Баргузин)
- Баунтовский (центр — заимка на озере Баунт)
- Боханский (центр — улус Бохан)
- Верхнеудинский (центр — город Верхнеудинск)
- Еравнинский (центр — село Сосновка)
- Закаменский (центр — село Цакир) — выделен из Троицкосавского аймака
- Кабанский (центр — село Кабанск) — перешёл добровольно из Иркутского округа
- Мухоршибирский (центр — село Мухоршибирь)
- Северо-Байкальский (центр — село Душкачан)
- Селенгинский (центр — село Селендума) — выделен из Троицкосавского аймака[12]
- Троицкосавский (центр — город Троицкосавск)
- Тункинский (центр — село Кырен)
- Хоринский (центр — село Додо-Анинск)
- Эхирит-Булагатский (центр — село Усть-Орда)[9][13]

30 июля 1930 года был образован Восточно-Сибирский край, в состав которого вошла Бурят-Монгольская АССР.
1 октября 1933 года постановлением Президиума ВЦИК РСФСР Верхнеудинский аймак был переименован в Тарбагатайский аймак с центром в селе Тарбагатай.
В 1934 году Верхнеудинск был переименован в Улан-Удэ, Троицкосавск — в Кяхту.

### 1935—1936 годы
11 февраля 1935 года указом Президиума Верховного Совета РСФСР была утверждена новая сеть районирования Бурят-Монгольской АССР. За счёт разукрупнения существующих аймаков и присоединения некоторой части Восточно-Сибирского края на территории Бурят-Монгольской АССР было образовано дополнительно пять аймаков:
- Бичурский (центр — село Бичура) — выделен из Мухоршибирского аймака
- Джидинский (центр — село Петропавловка) — выделен из Селенгинского аймака[15]
- Заиграевский (центр — село Унэгэтэй) — выделен из Тарбагатайского и Хоринского аймаков[16]
- Ольхонский — выделение Ольхонского хошуна из Эхирит-Булагатского аймака
- Улан-Ононский (центр — село Дульдурга) — выделен из Агинского аймака[17]

В результате этих преобразований в состав Бурят-Монгольской АССР вошёл 21 аймак, включавших в себя 252 сомонных и сельских советов и один рабочий посёлок — Танхой.
5 декабря 1936 года Восточно-Сибирский край был разделён на Восточно-Сибирскую область и Бурят-Монгольскую АССР (центр — Улан-Удэ).

### 1937—1953 годы
26 сентября 1937 года Аларский, Боханский и Эхирит-Булагатский (без байкальского побережья) аймаки Бурят-Монгольской АССР были преобразованы в Усть-Ордынский Бурят-Монгольский национальный округ новообразованной Иркутской области, Агинский и Улан-Ононский аймаки в Агинский Бурят-Монгольский национальный округ новообразованной Читинской области. Ольхонский аймак был присоединён к Иркутской области и переименован в Ольхонский район. В результате на территории Бурят-Монгольской АССР осталось 15 аймаков, состоящих из 183 сомсельсоветов.
25 марта 1938 года постановлением ВЦИК РСФСР от Тарбагатайского аймака была отделена пригородная зона и образован Пригородный районный Совет, в состав которого вошли сёла: Иволга, Нижняя Иволга, Верхняя Иволга, Сотниково, Гурульба, Калёново, Колобки, Ключи, Красноярово, Сужа и др.
25 августа 1939 года был образован Иволгинский аймак (центр — село Саянтуй), который включил в себя Гурульбинский, Заводской (Николаевск), Иволгинский, Калёновский и Саянтуевский сельсоветы из состава Пригородного районного Совета, Гильбиринский и Оронгойский сельсоветы — из состава Селенгинского аймака и посёлки Ганзурино и Кордон из Тарбагатайского аймака. 8 июня 1940 года центр Иволгинского аймака был перенесен в улус Мангазай, с присвоением ему наименования Иволгинск.
| Аймак              | Центр                 | Сельсоветы, города и посёлки районного подчинения |
| ------------------ | --------------------- | --- |
| Улан-Удэ           |                       | |
| Баргузинский       | село Баргузин         | Барагханский, Баргузинский, Баянгольский, Гаргинский, Горяченский, Дыренский, Мургунский, Сувинский, Телят-Уринский, Улюнский, Харамодунский, Читканский, посёлок Усть-Баргузин |
| Баунтовский        | посёлок Багдарин      | Амалатский, Витимканский, Деренский, Кедровский, Киндигирский, Муйский, Тургягирский, Уоакитский, Ципиканский, Чильчигирский 1-й, Чильчигирский 2-й |
| Бичурский          | село Бичура           | Ара-Киретский, Билютайский, Бичурский, Бодонгутский, Буйский, Гочитский, Еланский, Заганский, Красно-Посельский, Мало-Куналейский, Ново-Сретенский, Окино-Ключевский, Партизанский, Узколугский, Харлунский                                                                                    |
| Джидинский         | село Петропавловка    | Алцакский, Баянский, Боргойский, Бургалтайский, Верхне-Бургалтайский, Верхне-Торейский, Гегетуевский, Джидинский, Дырестуевский, Желтуринский, Ичетуевский, Каландаришвильский, Нижне-Торейский, Норинский, Цаган-Усунский                                                                     |
| Еравнинский        | село Сосново-Озёрское | Витимский, Гундинский, Гундинский п/с, Домнинский, Еравнинский, Кондинский, Кучегерский, Погромненский, Укырский, Ульдургинский, Эгэтуевский |
| Заиграевский       | село Заиграево        | Ацагатский, Верхне-Илькинский, Верхне-Талецкий, Горхонский, Дабатуевский, Додо-Илькинский, Заиграевский, Илькинский, Нижне-Курбинский, Ново-Брянский, Онохойский, Старо-Брянский, Унэгэтэйский, Усть-Курбинский                                                                                |
| Закаменский        | посёлок Городок       | Бурят-Цакирский, Енгорбойский, Михайловский, Мыло-Бортойский, Санагинский, Улекчинский, Утато-Далахайский, Хамнейский, Хужирский, Хутургинский, Цаган-Моринский, Цакирский, посёлок Городок |
| Иволгинский        | село Саянтуй          | Гильбиринский, Гурульбинский, Заводской, Иволгинский, Калёновский, Оронгойский, Саянтуевский |
| Кабанский          | село Кабанск          | Батуринский, Брянский, Дуланский, Ильинский, Инкинский, Кабанский, Колесовский, Корсаковский, Красноярский, Кударинский, Нюкский, Оймурский, Посольский, Степнодворецкий, Сухинский, Таракановский, Твороговский, Тимлюйский, Турунтаевский, Хандалинский, Шергинский, посёлки Мысовск, Танхой |
| Кяхтинский         | город Кяхта           | Алтайский, Больше-Кударинский, Больше-Лугский, Киранский, Кударинский, Мало-Кударинский, Субокто-Харьятский, Тамирский, Ульзетуевский, Усть-Кяхтинский, Шарагольский, город Кяхта, посёлок Чикой                                                                                               |
| Мухоршибирский     | село Мухоршибирь      | Заклинский, Мухоршибирский, Николаевский, Ново-Заганский, Октябрьский, Подлопатинский, Сутейский, Хара-Шибирский, Хонхолойский, Цаган-Челутаевский, Цолгинский, Шаралдаевский |
| Северо-Байкальский | посёлок Нижнеангарск  | Верхне-Ангарский, Горемыкинский, Киндигирский, Нижне-Ангарский, Чильчигирский, Шимагирский, посёлок Нижнеангарск |
| Селенгинский       | село Ново-Селенгинск  | Жергалантуйский, Загустаевский, Зуево-Сутойский, Иройский, Ново-Селенгинский, Ноехонский, Селендумский, Тамчинский, Убукунский, Убур-Дзокойский |
| Тарбагатайский     | село Тарбагатай       | Барыкино-Ключевский, Больше-Куналейский, Десятниковский, Куйтунский, Надеинский, Нижне-Жиримский, Тарбагатайский |
| Тункинский         | село Кырен            | Барун-Гольский, Еловский, Жемчугский, Зактуйский, Кыренский, Окинский, Орликский, Соётский, Толтойский, Торский, Тункинский, Туранский, Цаган-Нурский, Шимкинский |
| Хоринский          | село Хоринск          | Анинский, Ашангинский, Верхне-Кижингинский, Верхне-Курбинский, Верхне-Кодунский, Замактинский, Кижингинский, Красно-Партизанский, Кульский, Нижне-Кодунский, Советский, Средне-Кодунский, Тарбагатайский, Удинский, Хандагайский, Хасуртаевский, Хоринский, Чесанский                          |

В 1940—1946 годах продолжилось разукрупнение аймаков, в результате чего были образованы семь новых аймаков:
- Байкало-Кударинский (центр — село Байкало-Кудара) — образован 3 августа 1944 года путём разукрупнения Кабанского аймака (Дуланский, Инкинский, Корсаковский, Красноярский, Кударинский, Оймурский, Сухинский, Хандалинский и Шергинский сельсоветы)
- Кижингинский (центр — село Кижинга) — образован 12 декабря 1940 года путём разукрупнения Хоринского аймака (Верхне-Кижингинский, Верхне-Кодунский, Кижингинский, Нижне-Кодунский, Советский, Средне-Кодунский и Чесанский сельсоветы)
- Кударинский (центр — село Кудара) — образован 22 ноября 1943 года путём разукрупнения Кяхтинского аймака (Алтайский, Больше-Кударинский, Кударинский, Мало-Кударинский, Тамирский, Ульзетуевский и Шарагольский сельсоветы)
- Курумканский (центр — село Курумкан) — образован 3 августа 1944 года путём выделения из Баргузинского аймака (Барагханский, Гаргинский, Дыренский, Мургунский и Харамодунский сельсоветы)[20]
- Окинский (центр — село Орлик) — образован 26 мая 1940 года в результате выделения Окинского хошуна из состава Тункинского района[21]
- Прибайкальский (центр — село Турунтаево) — образован 12 декабря 1940 года путём разукрупнения Баргузинского (Горяченский сельсовет) и Кабанского (Батуринский, Ильинский, Таракановский и Турунтаевский сельсоветы) аймаков
- Торейский (центр — село Торей) — образован 3 февраля 1945 года путём разукрупнения Джидинского аймака (Алцакский, Верхне-Торейский, Нижне-Торейский, Норинский сельсоветы)

На 1 января 1945 года Бурят-Монгольская АССР состояла из 23 аймаков, в состав которых входило 186 сомсельсоветов, 6 рабочих посёлков и два города аймачного подчинения — Бабушкин и Кяхта.

### 1954—1962 годы
7 июля 1958 года указом Президиума Верховного Совета СССР Бурят-Монгольская АССР была переименована в Бурятскую АССР. В том же году Баунтовский туземный район был переименован в Баунтовский аймак.
23 ноября 1959 года были упразднены: Кижингинский аймак, с передачей его территории в состав Хоринского аймака; Кударинский аймак, с передачей его территории в состав Кяхтинского аймака; Курумканский аймак, с передачей его территории в состав Баргузинского аймака.
3 декабря 1960 года были упразднены: Иволгинский аймак, с передачей территорий Оронгойского, Гильбиринского и Нижне-Убукунского сельсоветов в состав Селенгинского аймака, Иволгинского сомсовета и Гурульбинского сельсовета — в административное подчинение Советскому району города Улан-Удэ; Торейский аймак, с передачей бо́льшей части его территории в состав Джидинского аймака, а Улекчинский сельсовет передан в Закаменский аймак.
28 мая 1962 года Кабанский и Байкало-Кударинский аймаки объединены в Кабанский аймак (центр — село Кабанск).

### 1963—1976 годы
1 февраля 1963 года прошла всесоюзная реформа районного деления. Вместо районов были образованы сельские и промышленные районы. За счёт соединения бывших территорий Иволгинского, Тарбагатайского, части Селенгинского и Заиграевского аймаков был образован Улан-Удэнский сельский аймак. В его состав вошли Больше-Куналейский, Гильбиринский, Гурульбинский, Дабатуйский, Жиримский, Заводской, Иволгинский, Куйтунский, Курбинский, Нижне-Жиримский, Нижне-Убукунский, Оронгойский, Саянтуевский и Тарбагатайский сельские и сомонные Советы.
В результате реформы Бурятская АССР была разделена на 2 промышленных и 10 сельских аймаков.
| Промышленные аймаки | Заиграевский, Прибайкальский |
| Сельские аймаки     | Баргузинский, Баунтовский, Джидинский, Кабанский, Кяхтинский, Мухоршибирский, Северо-Байкальский, Тункинский, Улан-Удэнский (центр — город Улан-Удэ), Хоринский |

В 1964 году, в соответствии с постановлением ноябрьского Пленума ЦК КПСС, начался возврат к старой системе районного деления. Промышленные и сельские районы вновь стали именоваться просто «районами», а их число стало постепенно возрастать.
4 марта 1964 года были восстановлены в прежних границах Еравнинский, Закаменский и Окинский аймаки.
11 января 1965 года из состава Мухоршибирского и Кяхтинского аймаков были выделены в ранее существовавших границах Бичурский и Селенгинский аймаки. Заиграевский и Прибайкальский промышленные районы упразднены и образованы Заиграевский и Прибайкальский аймаки.
В 1966 году за счёт разукрупнения Хоринского аймака был вновь образован Кижингинский аймак.
В декабре 1970 года был восстановлен Курумканский аймак.

### 1977—1991 годы
В 1977 году аймаки были переименованы в районы.
1 августа 1985 года был ликвидирован Улан-Удэнский район. 15 августа того же года образован Иволгинский район с центром в селе Иволгинск, включивший в себя пять поселковых Советов упразднённого Улан-Удэнского района: Гильбиринский, Гурульбинский, Иволгинский, Оронгойский и Сотниковский. В том же году Тарбагатайский район был восстановлен в прежних территориальных границах.
23 октября 1989 года за счёт выделения северной территории Баунтовского и восточной территории Северо-Байкальского районов был образован Муйский район (центр — поселок городского типа Таксимо).
8 октября 1990 года был провозглашён государственный суверенитет Бурятской Советской Социалистической Республики (Бурятской ССР) и объявлен отказ от статуса автономной республики.

### 1991—2004 годы
24 мая 1991 года Съезд народных депутатов РСФСР утвердил решение о провозглашении Бурятской ССР, внеся поправку в статью 71 Конституции РСФСР 1978 года.
27 марта 1992 года из названия «Бурятская ССР» были исключены определения «Советская» и «Социалистическая» и она получила современное название Республика Бурятия.
29 октября 1992 года Баунтовский район был преобразован в Баунтовский эвенкийский район.

### 2004—2006 годы
В результате муниципальной реформы 2006 года муниципальное устройство приняло следующий вид:
| Городские округа и районы       | Административный центр | Городские и сельские поселения |
| ------------------------------- | ---------------------- | --- |
| Городской округ Улан-Удэ        |                        | |
| Городской округ Северобайкальск |                        | |
| Баргузинский район              | село Баргузин          | 1. Посёлок Усть-Баргузин, 2. Адамовское, 3. Баргузинское, 4. Баянгольское, 5. Сувинское, 6. Улюнское, 7. Уринское, 8. Хилганайское, 9. Читканское, 10. Юбилейное |
| Баунтовский эвенкийский район   | село Багдарин          | 1. Амалатское, 2. Багдаринское, 3. Витимканское, 4. Витимское, 5. Северное, 6. Уакитское, 7. Усойское Эвенкийское, 8. Усть-Джилиндинское эвенкийское, 9. Ципиканское |
| Бичурский район                 | село Бичура            | 1. Билютайское, 2. Бичурское, 3. Верхнемангиртуйское, 4. Гочитское, 5. Еланское, 6. Дунда-Киретское, 7. Малокуналейское, 8. Новосретенское, 9. Окино-Ключевское, 10. Посельское, 11. Потанинское, 12. Среднехарлунское, 13. Топкинское, 14. Узколугское, 15. Хонхолойское, 16. Шанагинское, 17. Шибертуйское |
| Джидинский район                | село Петропавловка     | 1. Джидинское, 2. Алцакское, 3. Армакское, 4. Белоозёрское, 5. Боргойское, 6. Боцинское, 7. Булыкское, 8. Нижнебургалтайское, 9. Верхнебургалтайское, 10. Верхнеторейское, 11. Гэгэтуйское, 12. Додоичётуйское, 13. Дырестуйское, 14. Ёнхорское, 15. Желтуринское, 16. Инзагатуйское, 17. Ичётуйское, 18. Оёрское, 19. Нарынское, 20. Нижнеторейское, 21. Петропавловское, 22. Цагатуйское,                                   |
| Еравнинский район               | село Сосново-Озерское  | 1. Гундинское, 2. Исингинское, 3. Комсомольское, 4. Кондинское, 5. Озёрное, 6. Сосново-Озёрское, 7. Тужинкинское, 8. Тулдунское, 9. Улхасааское, 10. Ульдургинское, 11. Усть-Эгитуйское, 12. Целинное, 13. Ширингинское, 14. Эгитуйское |
| Заиграевский район              | пгт Заиграево          | 1. Посёлок Заиграево, 2. Посёлок Онохой, 3. Ацагатское, 4. Верхнеилькинское, 5. Горхонское, 6. Дабатуйское, 7. Илькинское, 8. Ключевское, 9. Курбинское, 10. Новобрянское, 11. Новоильинское, 12. Первомаевское, 13. Старобрянское, 14. Талецкое, 15. Тамахтайское, 16. Унэгэтэйское, 17. Усть-Брянское, 18. Челутаевское, 19. Шабурское,                                                                                     |
| Закаменский район               | город Закаменск        | 1. Город Закаменск, 2. Баянгольское, 3. Бортойское, 4. Бургуйское, 5. Далахайское, 6. Дутулурское, 7. Енгорбойское, 8. Ехэ-Цакирское, 9. Михайловское, 10. Мылинское, 11. Нуртинское, 12. Санагинское, 13. Улекчинское, 14. Улентуйское, 15. Усть-Бургалтайское, 16. Утатайское, 17. Хамнейское, 18. Харацайское, 19. Хуртагинское, 20. Хужирское, 21. Холтосонское, 22. Цаган-Моринское, 23. Цакирское, 24. Шара-Азаргинское |
| Иволгинский район               | село Иволгинск         | 1. Гильбиринское, 2. Гурульбинское, 3. Иволгинское, 4. Нижне-Иволгинское, 5. Оронгойское, 6. Сотниковское |
| Кабанский район                 | село Кабанск           | 1. Бабушкинское, 2. Каменское, 3. Селенгинское, 4. Танхойское, 5. Байкало-Кударинское, 6. Большереченское, 7. Брянское, 8. Выдринское, 9. Кабанское, 10. Клюевское, 11. Колесовское, 12. Корсаковское, 13. Красноярское, 14. Оймурское, 15. Посольское, 16. Ранжуровское, 17. Сухинское, 18. Твороговское, 19. Шергинское |
| Кижингинский район              | село Кижинга           | 1. Верхнекижингинский сомон, 2. Верхнекодунский сомон, 3. Кижингинский сомон, 4. Могсохонский сомон, 5. Нижнекодунский сомон, 6. Новокижингинск, 7. Среднекодунский сомон, 8. Сулхара, 9. Чесанский сомон |
| Курумканский район              | село Курумкан          | 1. Аргада, 2. Арзгун, 3. Барагхан, 4. Дырен эвенкийское, 5. Курумкан, 6. Майск, 7. Могойто, 8. Сахули, 9. Улюнхан эвенкийское, 10. Элэсун |
| Кяхтинский район                | город Кяхта            | 1. Город Кяхта, 2. Наушкинское, 3. Алтайское, 4. Большекударинское, 5. Большелугское, 6. Зарянское, 7. Кударинское, 8. Малокударинское, 9. Мурочинское, 10. Первомайское, 11. Субуктуйское, 12. Тамирское, 13. Усть-Киранское, 14. Усть-Кяхтинское, 15. Хоронхойское, 16. Чикойское, 17. Шарагольское |
| Муйский район                   | посёлок Таксимо        | 1. Посёлок Таксимо, 2. Северомуйское, 3. Муйская сельская администрация |
| Мухоршибирский район            | село Мухоршибирь       | 1. Барское, 2. Бомское, 3. Калиновское, 4. Кусотинское, 5. Мухоршибирское, 6. Нарсатуйское, 7. Никольское, 8. Новозаганское, 9. Подлопатинское, 10. Саганнурское, 11. Тугнуйское, 12. Харашибирское, 13. Хонхолойское, 14. Хошун-Узурское, 15. Цолгинское, 16. Шаралдайское |
| Окинский район                  | посёлок Орлик          | 1. Бурунгольское, 2. Орликское, 3. Саянское, 4. Сойотское |
| Прибайкальский район            | село Турунтаево        | 1. Гремячинское, 2. Зырянское, 3. Ильинское, 4. Итанцинское, 5. Мостовское, 6. Нестеровское, 7. Таловское, 8. Татауровское, 9. Туркинское, 10. Турунтаевское |
| Северо-Байкальский район        | пгт Нижнеангарск       | 1. Посёлок Кичера, 2. Посёлок Нижнеангарск, 3. Посёлок Новый Уоян, 4. Посёлок Янчукан, 5. Ангоянское, 6. Байкальское эвенкийское, 7. Верхнезаимское, 8. Куморское эвенкийское, 9. Уоянское эвенкийское, 10. Холодное эвенкийское |
| Селенгинский район              | город Гусиноозёрск     | 1. Город Гусиноозёрск, 2. Бараты, 3. Гусиное Озеро 4. Жаргаланта, 5. Загустайское, 6. Иройское, 7. Нижнеубукунское, 8. Новоселенгинское, 9. Ноехонское, 10. Селендума, 11. Сутой, 12. Темник, 13. Убур-Дзокойское |
| Тарбагатайский район            | село Тарбагатай        | 1. Барыкинское, 2. Большекуналейское, 3. Десятниковское, 4. Верхнежиримское, 5. Заводское, 6. Куйтунское, 7. Нижнежиримское, 8. Саянтуйское, 9. Тарбагатайское, 10. Шалутское |
| Тункинский район                | село Кырен             | 1. Аршан, 2. Галбай, 3. Далахай, 4. Жемчуг, 5. Кыренское, 6. Монды, 7. Толтой, 8. Торы, 9. Тунка, 10. Туран, 11. Харбяты, 12. Хужиры |
| Хоринский район                 | село Хоринск           | 1. Ашангинское, 2. Верхнекурбинское, 3. Верхнеталецкое, 4. Краснопартизанское, 5. Кульское, 6. Ойбонтовское, 7. Удинское, 8. Хандагайское, 9. Хасуртайское, 10. Хоринское |

### 2006 — настоящее время
Законом Республики Бурятия от 9 марта 2010 года № 1313-IV «О внесении изменений в Закон Республики Бурятия „Об установлении границ, образовании и наделении статусом муниципальных образований в Республике Бурятия“» посёлки городского типа Заречный, Сокол, посёлки Забайкальский, Исток, Солдатский, Степной, Тулунжа, посёлок при станции Мостовой исключены из числа населённых пунктов и включены в состав города Улан-Удэ.
6 декабря 2012 года городское поселение «Посёлок Джида» преобразовано в сельское поселение «Джидинское», статус посёлка городского типа изменён на село Джида. 
В 2013 г. городское поселение «Танхой» преобразован в сельское поселение «Танхойское», статус посёлка городского типа изменён на посёлок Танхой. 
Таким образом, в двух муниципальных образованиях Республики Бурятия произошли изменения и имеют следующий вид (АТД остальных муниципальных образований остаются без изменений):
| Городские округа и районы | Административный центр | Городские и сельские поселения |
| ------------------------- | ---------------------- | --- |
| Кабанский район           | село Кабанск           | 1. Бабушкинское, 2. Каменское, 3. Селенгинское, 4. Танхойское, 5. Байкало-Кударинское, 6. Большереченское, 7. Брянское, 8. Выдринское, 9. Кабанское, 10. Клюевское, 11. Колесовское, 12. Корсаковское, 13. Красноярское, 14. Оймурское, 15. Посольское, 16. Ранжуровское, 17. Сухинское, 18. Твороговское, 19. Шергинское                                                                                  |
| Джидинский район          | село Петропавловка     | 1. Джидинское, 2. Алцакское, 3. Армакское, 4. Белоозёрское, 5. Боргойское, 6. Боцинское, 7. Булыкское, 8. Бургалтайское, 9. Верхнебургалтайское, 10. Верхнеторейское, 11. Гэгэтуйское, 12. Додоичётуйское, 13. Дырестуйское, 14. Ёнхорское, 15. Желтуринское, 16. Инзагатуйское, 17. Ичётуйское, 18. Нарынское, 19. Нижнеторейское, 20. Оёрское, 21. Петропавловское, 22. Цаган-Усунское, 23. Цагатуйское, |